# Brian Swanson
Brian Christopher Swanson (né le 24 mars 1976 à Eagle River, dans l'État de l'Alaska aux États-Unis) est un joueur professionnel retraité de hockey sur glace évoluant à la position de centre.

## Carrière
Réclamé au cinquième tour du repêchage de la LNH de 1994 par les Sharks de San José alors qu'il évolue pour les Lancers d'Omaha, club de la United States Hockey League, Brian Swanson rejoint dès la saison suivante les rangs universitaire où il se démarque avec l'organisation des Tigers de Colorado College au cours des quatre saisons suivantes.
Bien qu'il soit le meilleur pointeur de l'équipe au cours de ces quatre années au Colorado et qu'il reçoit même des nominations sur la première et deuxième équipe d'étoiles du championnat de la NCAA, il voit ces droits passer aux mains des Rangers de New York dans une transaction qui permit à San José de mettre la main sur le bagarreur Marty McSorley.
Devenant joueur professionnel en 1999, il rejoint le club affilié aux Rangers dans la Ligue américaine de hockey, le Wolf Pack de Hartford pour quatre rencontres avant d'être libéré par l'équipe. Il se joint alors pour la saison suivante à l'organisation des Oilers d'Edmonton. C'est avec les Oilers que Swanson obtient l'opportunité d'atteindre la LNH, disputant soixante-huit parties avec la formation albertaine au cours des quatre saisons qu'il passe avec ceux-ci. Devenant agent libre à l'été 2003, il s'entend alors pour une saison avec l'équipe des Thrashers d'Atlanta. Il ne dispute que deux parties avec ces derniers, évoluant le reste de la saison avec leur club-ferme de la LAH, les Wolves de Chicago.
Au terme de cette saison, il quitte pour l'Allemagne et le championnat de la DEL s'alignant successivement pour les Huskies de Kassel, les Ice Tigers de Nuremberg et les Iserlohn Roosters. Revenant en Amérique du Nord en 2010 après six saisons sur le vieux continent, il s'engage alors avec les Aces de l'Alaska avec qui il remporte la Coupe Kelly remis à l'équipe victorieuse des séries éliminatoires.
Le 5 juin 2012, après deux saisons avec les Aces, il annonce son retrait de la compétition.

### Statistiques en club
| Saison     | Équipe                           | Ligue      |    | Saison régulière | Saison régulière | Saison régulière | Saison régulière | Saison régulière |   | Séries éliminatoires | Séries éliminatoires | Séries éliminatoires | Séries éliminatoires | Séries éliminatoires |
| Saison     | Équipe                           | Ligue      | PJ | B                | A                | Pts              | Pun              | PJ               | B | A                    | Pts                  | Pun                  |                      |                      |
| 1991-1992  | North Stars d'Anchorage          | LHAA       | 50 | 35               | 40               | 75               | 10               |                  |   |                      |                      |                      |                      |                      |
| 1992-1993  | North Stars d'Anchorage          | LHAA       | 45 | 40               | 50               | 90               | 12               |                  |   |                      |                      |                      |                      |                      |
| 1993-1994  | Lancers d'Omaha                  | USHL       | 47 | 38               | 42               | 80               | 40               |                  |   |                      |                      |                      |                      |                      |
| 1994-1995  | Lancers d'Omaha                  | USHL       | 33 | 14               | 35               | 49               | 12               |                  |   |                      |                      |                      |                      |                      |
| 1995-1996  | Tigers de Colorado College       | WCHA       | 40 | 26               | 33               | 59               | 24               |                  |   |                      |                      |                      |                      |                      |
| 1996-1997  | Tigers de Colorado College       | WCHA       | 43 | 19               | 32               | 51               | 47               |                  |   |                      |                      |                      |                      |                      |
| 1997-1998  | Tigers de Colorado College       | WCHA       | 42 | 18               | 38               | 56               | 26               |                  |   |                      |                      |                      |                      |                      |
| 1998-1999  | Tigers de Colorado College       | WCHA       | 42 | 25               | 41               | 66               | 28               |                  |   |                      |                      |                      |                      |                      |
| 1998-1999  | Wolf Pack de Hartford            | LAH        | 4  | 0                | 0                | 0                | 4                |                  |   |                      |                      |                      |                      |                      |
| 1999-2000  | Bulldogs de Hamilton             | LAH        | 69 | 19               | 40               | 59               | 18               | 10               | 2 | 5                    | 7                    | 6                    |                      |                      |
| 2000-2001  | Oilers d'Edmonton                | LNH        | 16 | 1                | 1                | 2                | 6                |                  |   |                      |                      |                      |                      |                      |
| 2000-2001  | Bulldogs de Hamilton             | LAH        | 49 | 18               | 29               | 47               | 20               |                  |   |                      |                      |                      |                      |                      |
| 2001-2002  | Oilers d'Edmonton                | LNH        | 8  | 1                | 1                | 2                | 0                |                  |   |                      |                      |                      |                      |                      |
| 2001-2002  | Bulldogs de Hamilton             | LAH        | 65 | 34               | 39               | 73               | 26               | 15               | 7 | 6                    | 13                   | 6                    |                      |                      |
| 2002-2003  | Oilers d'Edmonton                | LNH        | 44 | 2                | 10               | 12               | 10               |                  |   |                      |                      |                      |                      |                      |
| 2003-2004  | Thrashers d'Atlanta              | LNH        | 2  | 0                | 1                | 1                | 0                |                  |   |                      |                      |                      |                      |                      |
| 2003-2004  | Wolves de Chicago                | LAH        | 70 | 13               | 34               | 47               | 30               | 10               | 4 | 4                    | 8                    | 6                    |                      |                      |
| 2004-2005  | Huskies de Kassel                | DEL        | 37 | 14               | 19               | 33               | 16               | 5                | 2 | 2                    | 4                    | 4                    |                      |                      |
| 2005-2006  | Ice Tigers de Nuremberg          | DEL        | 46 | 7                | 24               | 31               | 22               |                  |   |                      |                      |                      |                      |                      |
| 2006-2007  | Sinupret Ice Tigers de Nuremberg | DEL        | 51 | 11               | 28               | 39               | 75               | 13               | 4 | 7                    | 11                   | 14                   |                      |                      |
| 2007-2008  | Sinupret Ice Tigers de Nuremberg | DEL        | 53 | 15               | 31               | 46               | 20               | 5                | 1 | 1                    | 2                    | 2                    |                      |                      |
| 2008-2009  | Sinupret Ice Tigers de Nuremberg | DEL        | 51 | 9                | 18               | 27               | 38               | 5                | 0 | 1                    | 1                    | 8                    |                      |                      |
| 2009-2010  | Iserlohn Roosters                | DEL        | 54 | 19               | 23               | 42               | 30               |                  |   |                      |                      |                      |                      |                      |
| 2010-2011  | Aces de l'Alaska                 | ECHL       | 69 | 24               | 46               | 70               | 20               | 13               | 3 | 8                    | 11                   | 4                    |                      |                      |
| 2011-2012  | Aces de l'Alaska                 | ECHL       | 59 | 9                | 33               | 42               | 12               | 10               | 0 | 3                    | 3                    | 2                    |                      |                      |
| Totaux LNH | Totaux LNH                       | Totaux LNH | 70 | 4                | 13               | 17               | 16               |                  |   |                      |                      |                      |                      |                      |

### Statistiques en équipe nationale
| Année | Équipe     | Compétition |   | PJ | B | A | Pts | Pun      |  | Résultat |
| 1996  | États-Unis | CM Jr.      | 6 | 2  | 1 | 3 | 29  | 5e place |  |          |

## Honneurs et trophées
- United States Hockey League
  - Nommé dans la première équipe d'étoiles en 1994.
  - Nommé dans la deuxième équipe d'étoiles en 1995.
- Western Collegiate Hockey Association
  - Nommé Joueur recrue de l'année en 1996.
  - Nommé dans la deuxième équipe d'étoiles en 1996.
  - Nommé dans la première équipe d'étoiles en 1997, 1998 et 1999.
- Championnat de la NCAA
  - Nommé dans la deuxième équipe d'étoiles de l'ouest des États-Unis en 1998.
  - Nommé dans la première équipe d'étoiles de l'ouest des États-Unis en 1999.
- Ligue américaine de hockey
  - Nommé dans la deuxième équipe d'étoiles en 2002.
- ECHL
  - Vainqueur avec les Aces de l'Alaska de la Coupe Kelly remise à l'équipe victorieuse des séries éliminatoires en 2011.

## Transactions en carrière
- Repêchage de la LNH 1994 : réclamé par les Sharks de San José (5e choix de l'équipe, 115e choix au total).
- 20 août 1996 : échangé par les Sharks avec Jayson More et le choix de quatrième ronde des Sharks au repêchage de 1997 (choix retourné ultérieurement aux Sharks qui sélectionnent Adam Colagiacomo) aux Rangers de New York en retour de Marty McSorley.
- 19 août 1999 : signe à titre d'agent libre avec les Oilers d'Edmonton.
- 24 juillet 2003 : signe à titre d'agent libre avec les Thrashers d'Atlanta.
- 20 avril 2004 : signe à titre d'agent libre avec les Huskies de Kassel.
- 14 juillet 2010 : signe à titre d'agent libre avec les Aces de l'Alaska.
- 5 juin 2012 : annonce son retrait de la compétition.